# 多布羅沃迪夫卡河
多布羅沃季夫卡河（烏克蘭語：Доброводівка），是烏克蘭西部的河流，屬於科羅佩茨河的左支流。該河發源自莫佐利夫卡以西，流經特諾皮爾州的特諾皮爾區和喬爾特基夫區，河道全長20公里。